# Телиця (Румунія)
Телиця, Теліца (рум. Telița) — село у повіті Тулча в Румунії. Входить до складу комуни Фрекецей.
Село розташоване на відстані 210 км на північний схід від Бухареста, 18 км на захід від Тулчі, 109 км на північ від Констанци, 51 км на південний схід від Галаца.

## Населення
За даними перепису населення 2002 року у селі проживали 659 осіб.
Національний склад населення села:
| Національність | Кількість осіб | Відсоток |
| -------------- | -------------- | -------- |
| румуни         | 645            | 97,9%    |
| українці       | 13             | 2,0%     |

Рідною мовою назвали:
| Мова       | Кількість осіб | Відсоток |
| ---------- | -------------- | -------- |
| румунська  | 647            | 98,2%    |
| українська | 12             | 1,8%     |